# Elizabeth Jolley
Elizabeth Jolley (* 4. Juni 1923 in Birmingham, England; † 13. Februar 2007 in Perth, Australien) war eine australische Schriftstellerin.

## Frühe Jahre
Elizabeth Jolley wurde als Monica Knight, Kind von Charles Wilfrid Knight (* 1890, † 1977) und dessen Frau Margarethe Johanna Carolina („Grete“) (geb. Fehr) (* 1896, † 1978) in Birmingham dem Zentrum der britischen Midlands geboren.
Elizabeths Vater war Lehrer, ihre Mutter österreichischer Abstammung, Tochter eines hochrangigen Eisenbahnbeamten.
Beide waren Quäker, überzeugte Pazifisten.
Ihr Vater hatte ihre Mutter kennengelernt, als er nach dem Ende des Ersten Weltkriegs für eine Hilfsorganisation der Quäker in Wien arbeitete.
Charles Wilfrid Knight vertrat die Auffassung, dass „die Schule die kindliche Unschuld nur verdirbt“ und so wurde Elizabeth (Monica) zusammen mit ihrer jüngeren Schwester, Madelaine Winifred (* 1924) zunächst privat von französischen, schweizerischen und deutschen Gouvernanten erzogen. Erst ab dem Alter von 11 Jahren schickte man sie auf die Sibford School, eine Schule der Quäker in Banbury, Oxfordshire.
Als nach der so genannten Machtergreifung der Nazis in Deutschland und der 1938 erfolgenden Okkupation Österreichs die Fluchtbewegungen aus diesen beiden Ländern nach England verstärkt einsetzte, wurden von Elizabeths Eltern zahlreiche Verfolgte aufgenommen.
„My mother and father were both pacifists and they welcomed exiles into our home. It created a mysterious world for us children. My sister and I had to sleep on a slippery horsehair rug. We resented it, partly because we did not know what was happening and also because the needs of the family came second to performing good deeds for these unfortunates. My parents were idealists.“
„Meine Mutter und mein Vater waren beide Pazifisten und nahmen Flüchtlinge bei sich auf. Das hatte für uns Kinder seltsame Folgen. Meine Schwester und ich mussten auf einer feuchten Rosshaardecke schlafen. Wir verabscheuten das, zum Einen weil wir nicht wussten, was eigentlich vor sich ging, dann aber auch weil die Bedürfnisse der Familie hinter das, was für diese Unglücklichen getan werden musste, zurücktraten. Meine Eltern waren Idealisten.“
1940, mit 17 Jahren, begann sie eine Ausbildung als Krankenschwester im St.Thomas’ Hospital in Lambeth (Waterloo), im Zentrum Londons und wurde mit den schrecklichen Verwundungen der Soldaten und Opfern der Bombardierung Londons konfrontiert.
Hier begegnete sie ihrem späteren Mann, dem zehn Jahre älteren Leonard Jolley (* 1914, † 1994), der mit einer Diagnose auf Tuberkulose in dieses Krankenhaus eingewiesen worden war (was sich allerdings später als Fehl-Diagnose herausstellte. Tatsächlich litt er an rheumatischer Arthritis).
Im Jahr 1943 begegneten sich die beiden erneut. Diesmal in Birmingham, wo Elizabeth als Krankenschwester am Queen Elizabeth Hospital arbeitete. Leonard Jolley war inzwischen verheiratet und arbeitete als Bibliothekar an den Selly Oak Colleges der University of Birmingham.
1945 erwartete Monica Knight (Elizabeth Jolley) ein Kind von Leonard Jolley.
1946 wurde ihre erste Tochter geboren und sie musste im selben Jahr ihren Dienst am Queen Elizabeth Hospital beenden.
Sie war alleinerziehende Mutter (Leonard Jolleys erste Ehe war noch nicht geschieden) und arbeitete mehrere Jahre als live-in domestic (Haushälterin) bei verschiedenen Familien, bis sie eine Stelle als Wirtschafterin an einer Schule in Pinewood, Herfordshire fand.
1950 nahm Leonard Jolley eine Stelle als Bibliothekar am Royal College of Physicians of Edinburgh in Edinburgh an.
Elizabeth folgte ihm schon bald nach Schottland und nachdem Leonard Jolleys erste Ehe geschieden worden war, heirateten die beiden.
Zwei weitere Kinder wurden geboren.
1956 bekam Leonard Jolley eine Stelle als Bibliothekar an der University of Glasgow, doch die geringe Entlohnung, das für seine Krankheit nicht gerade geeignete Wetter, wie auch Querelen mit Elizabeths Eltern veranlassten ihn eine Stelle als leitender Bibliothekar der Reid Library an der University of Western Australia in Perth anzunehmen (Er arbeitete hier von 1960 bis 1979).
Im November 1959 erreichten Elizabeth und Leonard Jolley mit ihren drei Kindern Richard, Ruth und Sarah, Perth, Australien.
Um das Einkommen der Familie aufzubessern versuchte Elizabeth Jolley sich als Vertreterin für Kosmetika, als Immobilienmaklerin, als Haushälterin, arbeitete zeitweise auch wieder in dem von ihr erlernten Beruf der Krankenschwester, versuchte sich als Farmerin. Erfahrungen, die später in ihr schriftstellerisches Werk einfließen sollten.

## Karriere als Schriftstellerin
Elizabeth Jolley begann früh zu schreiben, doch ihre Manuskripte wurden von den Verlagen lange Zeit durchweg abgelehnt. Manchmal bekam sie bis zu vierzig Absagen innerhalb eines einzigen Jahres.
Erst im Jahre 1960 wurden einige ihrer Short Storys von BBC World, von Australian Broadcasting Corporation (ABC) und in australischen Zeitschriften veröffentlicht.
Im Jahr 1965 gewann sie mit einer ihrer Short Storys (A Hedge of Rosemary) den State of Victoria Short Story Award und erlangte erste größere Beachtung.
1974 begann sie am Fremantle Arts Centre in Kreativem Schreiben zu unterrichten.
Ihr allererstes Buch – Five Acre Virgin and Other Stories  – eine Sammlung von Kurzgeschichten – wurde erst im Jahre 1976 bei Fremantle Arts Centre Press veröffentlicht.
In diese Erzählungen waren viele Erfahrungen eingeflossen, die Elizabeth auf einer kleinen Wochenend-Farm hatte machen können, die sich die Jolleys in Wooroloo – rd. 60 Kilometer östlich von Perth – gekauft hatten. Das Leben auf der Farm, die Einsamkeit, Schönheit, auch unerbittliche Härte der westaustralischen Landschaft waren Gegenstand des 1993 veröffentlichten, weitgehend autobiographischen, Diary of a Weekend Farmer, bildeten aber auch den Hintergrund zahlreicher weiterer Romane Jolleys.
Neben ihrer eigenen literarischen Arbeit begann sie 1978 am Western Australia Institute of Technology (WAIT) (Vorläufer der heutigen Curtin University of Technology) in Perth in Kreativem Schreiben zu unterrichten. Sie war beliebt bei ihren Studenten – und unterrichtete sehr erfolgreich: Viele später bekannt gewordene Schriftsteller – wie etwa Tim Winton, oder Deborah Robertson – waren unter ihren Schülern.
Ihr erster Roman – Palomino – den sie bereits in den späten 50er Jahren geschrieben hatte, sollte jedoch nicht vor 1980 veröffentlicht werden.
Jolley brach zu viele Tabus, war ihrer Zeit zu weit voraus.
Sämtliche Verleger, denen sie ihr Manuskript anbot, lehnten eine Veröffentlichung ab. In dem Buch ging es um die lesbische Beziehung zwischen der bereits alternden Ärztin Laura und Andrea, einer sehr viel jüngeren Frau, die zudem von ihrem eigenen Bruder geschwängert worden war.
Der 1981 folgende Roman The Newspaper of Claremont Street hingegen wurde von der Kritik wegen seines Humors und des großen Einfühlungsvermögens der Autorin in die Psyche der einzelnen Charaktere hochgelobt.
Mit ihren beiden nächsten Romanen Mr. Scobie’s Riddle und Miss Peabody’s Inheritance (beide 1983 erschienen) erlangte Jolley dann auch über Australien hinausreichende Anerkennung – für ihren gelungenen Erzählstil.
Für den Roman Mr. Scobie’s Riddle, der auch in den USA große Beachtung fand, wurde ihr der The Age Book of the Year Award  verliehen, und
für den 1984 veröffentlichten Roman Milk and Honey wurde sie mit dem Christina Stead Prize for fiction in the New South Wales Premier's Literary Awards ausgezeichnet.
1986 gelang ihr dann der endgültige Durchbruch, als sie für ihren Roman The Well Australiens höchsten Literaturpreis – den Miles Franklin Award – erhielt.
The Well wurde im Jahre 1997 unter der Regie von Samantha Lang verfilmt und auf den Internationalen Filmfestspielen von Cannes aufgeführt.
In ihrer späteren Karriere schrieb sie die autobiographische Trilogie My Father’s Moon (1989), Cabin Fever (1990) und The Georges’ Wife (1993).
Als Elizabeth Jolley in einem Interview gefragt wurde, ob es sie nicht verletzt habe, dass die ihr zustehende Anerkennung erst so spät erfolgte, antwortete sie:
„No, it doesn’t worry me at all. I’m rather glad it’s come, but I was writing for many years before my work was acceptable because I was writing about things that were not acceptable in Australia, in literature. And things have changed a lot. The climate of acceptance has changed a lot, and that has been very fortunate for me.“
(„Nein, das berührt mich überhaupt nicht. Ich bin sehr froh, dass der Erfolg gekommen ist, aber ich habe schon viele Jahre geschrieben, bevor meine Arbeiten akzeptiert werden konnten, denn ich habe über Dinge geschrieben die (damals) in Australien in der Literatur nicht akzeptiert wurden. Aber die Dinge haben sich sehr gewandelt. Das gesellschaftliche Klima, die Bereitschaft der Akzeptanz hat sich sehr geändert. Und das war ein großes Glück für mich.“)

## Themen
In ihren zahlreichen Romanen und Short Storys engagierte sich Elizabeth Jolley leidenschaftlich für die so genannten „Misfits“ der Gesellschaft: Alte, Fremde und Entwurzelte, Exzentriker, Außenseiter, Arme und Verarmte, Erniedrigte, die aus den unterschiedlichsten Gründen Verrückten. Sie alle wurden von Jolley allerdings als völlig normal begriffen, weil sie den Hintergrund, die Entstehungsgeschichte dieses Ver-rücktseins durchleuchtete und sensibel beschrieb.
Festgemacht an einzelnen Charakteren behandelte sie zugleich umfassendere Themen, wie:
Das Auseinanderbrechen von Familien, alleinerziehende Frauen und Männer, Kinderlosigkeit, Einsamkeit, Krankheit, Alter und Tod.
Jolley schrieb, dass beträchtliche Teile ihres schriftstellerischen Werkes „spring from the feelings of being uncherished and excluded. They spring too from the cruelties in human life. Bitter knowledge, grief and unwanted realisation, often in greater proportion, go side by side with acceptance, love and hope“.
(„...entspringen dem Gefühl ungeliebt, ausgeschlossen zu sein. Sie entspringen auch den Grausamkeiten, die sich im menschlichen Leben ereignen. Bitteren Erfahrungen, Schmerz und unglücklichen Entwicklungen, oft in großen Dimensionen. Doch das alles geht Hand in Hand mit Akzeptanz, mit der Annahme des Schicksals, mit Liebe, mit Hoffnung.“)
Sie fügte hinzu:
„I suppose I'm interested to explore the inside of people's survival.“ („Ich glaube ich bin daran interessiert zu sehen, wie Menschen mit solchen Schicksalsschlägen fertig werden.“)
Ebenso nahm die Sexualität in ihren Werken einen großen Raum ein: Bigamie, Bisexualität, Homosexualität, Inzest, Pädophilie, die Schwierigkeiten Intimität, menschliche Nähe zu ertragen, waren wiederkehrende Themata in ihren Romanen und Kurzgeschichten.

## Werke
- Five Acre Virgin and Other Stories (1976)
- The Travelling Entertainer and Other Stories (1979)
- Palomino (1980), dt. Eine Frau und eine Frau, Übers. Heidrun Schoppelrey, Goldmann Verlag 1993
- The Newspaper of Claremont Street (1981)
- Miss Peabody's Inheritance (1983)
- Mr Scobie's Riddle (1983)
- Woman in a Lampshade (1983)
- Milk and Honey (1984), dt. Milch und Honig, Übers. Sabine Lohmann, Goldmann 1990
- Foxybaby (1985), dt. Foxy Baby, Übers. Franz Schrapfeneder, Goldmann 1991
- The Well (1986), dt. Mann im Brunnen, Übers. Franz Schrapfeneder, Goldmann 1990
- The Sugar Mother (1988), dt. Späte Gäste, Übers. Ulrike Becker & Claus Varrelmann, Kunstmann-Verlag 1993
- My Father's Moon (1989), erster Teil der 'Vera Wright Trilogie', dt. Mond meines Vaters, Übers. Ulrike Becker & Claus Varrelmann, Fischer Verlag 1996
- Cabin Fever (1990), zweiter Teil der 'Vera Wright Trilogie'
- New Critical Essays, hrsg. V. Delys Bird u. Brenda Walker (1991)
- Central Mischief: Elizabeth Jolley on Writing, Her Past and Herself (1992)
- The Georges' Wife (1993), dritter Teil der 'Vera Wright Trilogie'
- Diary of a Weekend Farmer (1993)
- The Orchard Thieves (1995)
- Off the Air: Nine Plays for Radio (1995)
- Fellow Passengers: Collected Stories of Elizabeth Jolley (1997)
- Lovesong (1997)
- An Accommodating Spouse (1999)
- An Innocent Gentleman (2001)

Ihre Werke wurden in zahlreiche andere Sprachen übersetzt, u. a. ins Spanische, Deutsche, Niederländische, Französische und Griechische.

## Auszeichnungen / Preise
- 1965 State of Victoria Short Story Award für die Short Story A Hedge of Rosemary
- 1982 Writer-in-Residence des Western Australia Institute of Technology (WAIT) (Vorläufer der heutigen Curtin University of Technology), Perth
- 1983 The Age Book of the Year Award für Mr. Scobie’s Riddle
- 1985 New South Wales Premier’s Literary Award (Christina Stead Prize for fiction) für Milk and Honey
- 1986 FAW (Fellowship of Australian Writers) Award – Book of the Year für The Well
- 1986 Miles Franklin Award für The Well
- 1986 Ehrendoktorwürde des Western Australia Institute of Technology (WAIT) (Vorläufer der heutigen Curtin University of Technology), Perth
- 1987 Western Australia Citizen of the Year Award
- 1987 Honorary-Writer-in-Residence der Curtin University of Technology, Perth
- 1988 Officer of the Order of Australia (AO) for Services to the Arts
- 1989 The Age Book of the Year Award für My Father’s Moon
- 1989 3M Talking Book Award (New South Wales) für My Father’s Moon
- 1989 Canada/Australia Literary Award
- 1990 FAW Award für Cabin Fever
- 1991 ALS (Australian Literature Society / Association for the Study of Australian Literature) Gold Medal für Cabin Fever
- 1993 The Age Book of the Year Award für The Georges’ Wife
- 1993 France-Australia Award für die Übersetzung von The Sugar Mother ins Französische
- 1994 National Book Council Banjo Fiction Award für The Georges' Wife
- 1995 Ehrendoktorwürde der Macquarie University, Sydney
- 1997 Ehrendoktorwürde der University of Queensland, Brisbane
- 1998 Ernennung zum Living National Treasure durch den National Trust of Australia (New South Wales)
- 1998 Ernennung zum Professor of Creative Writing der Curtin University of Technology, Perth
- 2000 Ehrendoktorwürde der University of New South Wales